# Malîniv, Sambir
Malîniv (în ucraineană Малинів) este un sat în comuna Susoliv din raionul Sambir, regiunea Liov, Ucraina.

## Demografie
Componența lingvistică a localității Malîniv
     Ucraineană (96,92%)
     Rusă (3,08%)
Conform recensământului din 2001, majoritatea populației localității Malîniv era vorbitoare de ucraineană (96,92%), existând în minoritate și vorbitori de rusă (3,08%).